# Salsa palaver
La salsa palaver, también llamada salsa palava o plasas, es un tipo de guiso muy consumido en África occidental, incluidos Ghana, Liberia, Sierra Leona y Nigeria. La palabra palaver proviene del idioma portugués y significa charla, debate prolongado o riña. No está claro cómo esto llevó al nombre del guiso. Una teoría es que las especias utilizadas en el guiso se mezclan como voces en una discusión. Se ha pensado que tiene el poder de calmar las tensiones o de provocarlas. Otros nombres para el plato incluyen kontonmire, kentumere, nkontommire y pla'sas.
Tiene variaciones regionales y puede contener carne de res, pescado, camarones, pepitas, yuca, hojas de taro y aceite de palma. Se sirve con arroz hervido, patatas, garri, fufu o ñame. Fuera de África, la espinaca se usa a menudo como sustituto de otras verduras. En Liberia se utilizan hojas de mulujía como ingrediente.

## Preparación
La carne primero se corta en trozos pequeños y se fríe en aceite de palma en una sartén, y a la sartén se le agrega cebolla, pimiento y guindilla. A continuación se añade el pescado, seco o ahumado, previamente humedecido y cortado en trozos. Las verduras se cortan en rodajas y se incorporan a la olla de cocción (hojas de espinaca u hojas de frijol, repollo, col rizada, okra), y finalmente se vierte agua para ayudar en la cocción y especias para sazonar. La mezcla se mantiene a fuego lento hasta que todos los ingredientes estén cocidos y el agua se haya reducido. Se sirve con arroz blanco.